# Yana Lukonina
Yana Olegovna Lukonina (ou Iana Loukonina selon la transcription française du russe : Яна Олеговна Луконина) est une gymnaste rythmique russe, née le 26 septembre 1993 à Riazan.

## Biographie
Yana commence la gymnastique dans sa ville natale, à Riazan. À l'âge de 12 ans, elle est invitée à s'entraîner au centre d'entraînement de l'équipe nationale à Moscou, Novogorsk. Elle sera entraînée par Amina Zaripova, puis par la maîtresse des lieux, Irina Viner. Médaillée d'or au ballon aux championnats d'Europe juniors, puis championne du monde par équipe en 2010, elle met un terme à sa carrière en 2011 à cause d'une blessure au dos. Depuis, elle entraîne de jeunes gymnastes.

## Palmarès

### Championnats du monde
- Moscou 2010
  -  médaille d'or au concours général par équipes.